# 윈궉융
윈궉융(광둥어: 袁國勇 Yuen Kwok-yung, 1956년 12월 30일 ~ )은 홍콩의 미생물학자이자 외과 의사로, 현 홍콩 대학 교수이다. 그는 홍콩 전염병 연구의 권위자로 알려져 있으며, 그가 이끄는 홍콩대 연구팀이 2020년 1월 코로나바이러스감염증-19의 백신을 개발하는 데 성공하였다.